# Femmina (album Francesco Sarcina)
Femmina è il secondo album in studio del cantautore italiano Francesco Sarcina, pubblicato il 24 aprile 2015 dalla Universal Music Group.

## Tracce
1. Femmina – 3:35
2. Parte di me – 3:17
3. Un miracolo – 3:45
4. Non ti basta mai – 4:00
5. Se tu – 4:37
6. Ossigeno – 2:59
7. Miele – 3:56
8. Senza pelle – 3:20
9. Benvenuta nel mondo – 3:17
10. Vai pensiero vai – 3:44
11. Come sei – 1:35
12. Inesauribile – 4:52

## Classifiche
| Classifica (2015) | Posizione massima |
| ----------------- | ----------------- |
| Italia            | 8                 |